# Bab al-Nasr (Le Caire)

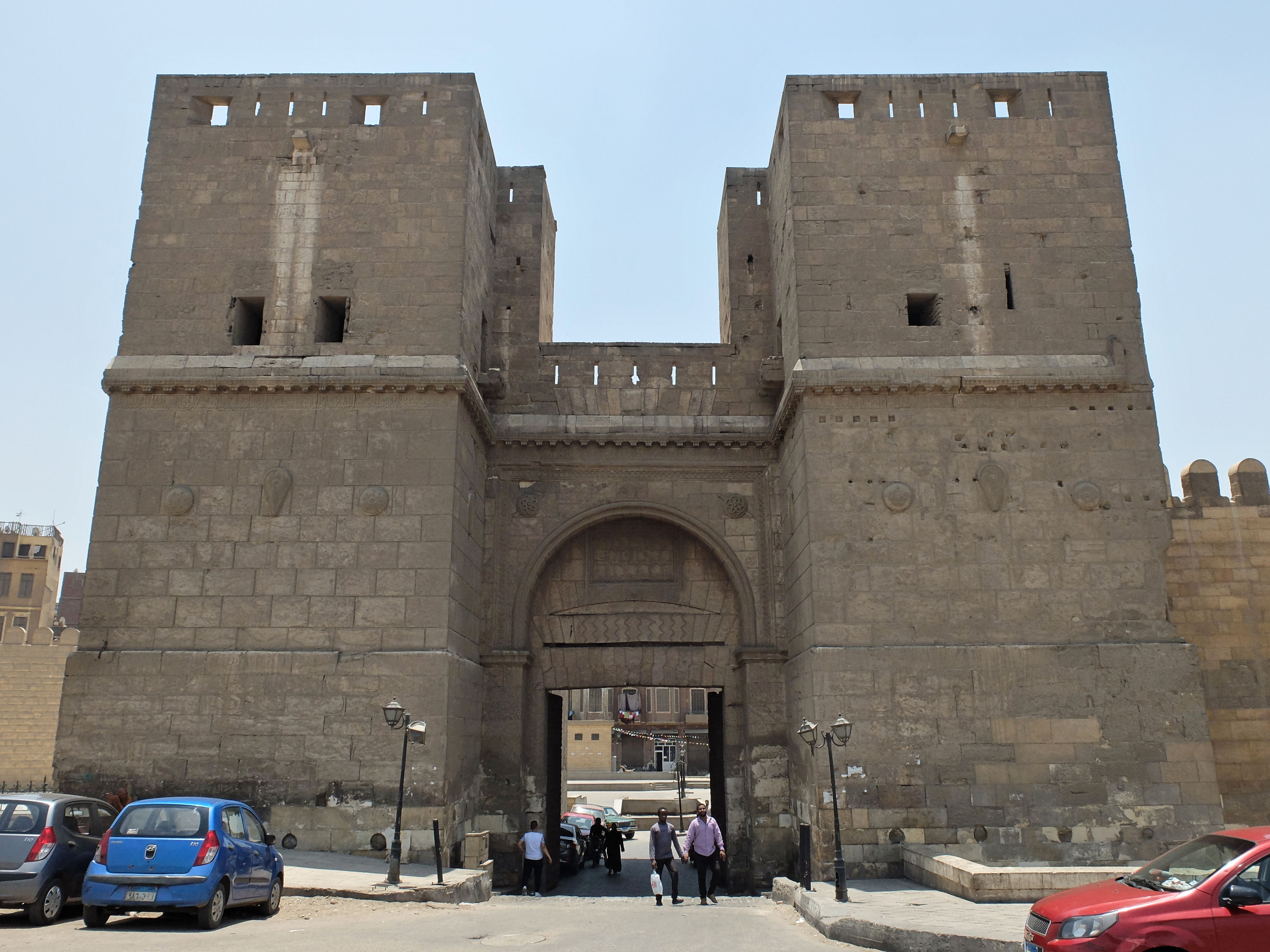
La façade extérieure du portail

Bab al-Nasr ( arabe : باب النصر , littéralement : Porte de la Victoire), est l'une des trois portes restantes des remparts historiques du Caire, la capitale de l'Égypte. La construction de la porte est datée de 1087 et a été ordonnée par Badr al-Jamali, un vizir fatimide. Elle est située à l'extrémité nord de la charia al-Gamaliya (rue al-Gamaliya) dans la vieille ville du Caire et légèrement à l'est d'une autre porte contemporaine, Bab al-Futuh.

## Histoire
La porte originale Bab al-Nasr a été construite au sud de l'actuelle par le général fatimide  Jawhar as-Siqilli sous le règne du calife fatimide al-Mu'izz, lorsque la ville a été créée en 969. Plus tard, le vizir Badr al-Jamali, sous le calife al-Mustansir, agrandit la ville et reconstruisit les murs à la fin du XIe siècle. Il remplaça la première porte par l'actuelle, la nommant Bab al-'Izz (Porte de la Prospérité).
Malgré cela, les habitants ont manifesté leur préférence pour le nom original signifiant « Porte de la Victoire », qui est resté en usage jusqu'à ce jour. Une inscription sur la porte date sa construction de l'an 1087 (480 AH),.
Napoléon donna plus tard à chaque tour du mur nord le nom des officiers chargés de sa sécurité. Les noms de ces officiers français sont gravés près du niveau supérieur des portes, comme par exemple celui de Thomas-Prosper Jullien, aide de camp de Bonaparte en Égypte. La tour orientale est connue sous le nom de Tour Courbin et la tour ouest est connue sous le nom de Tour Julien.

Historical images of the gate
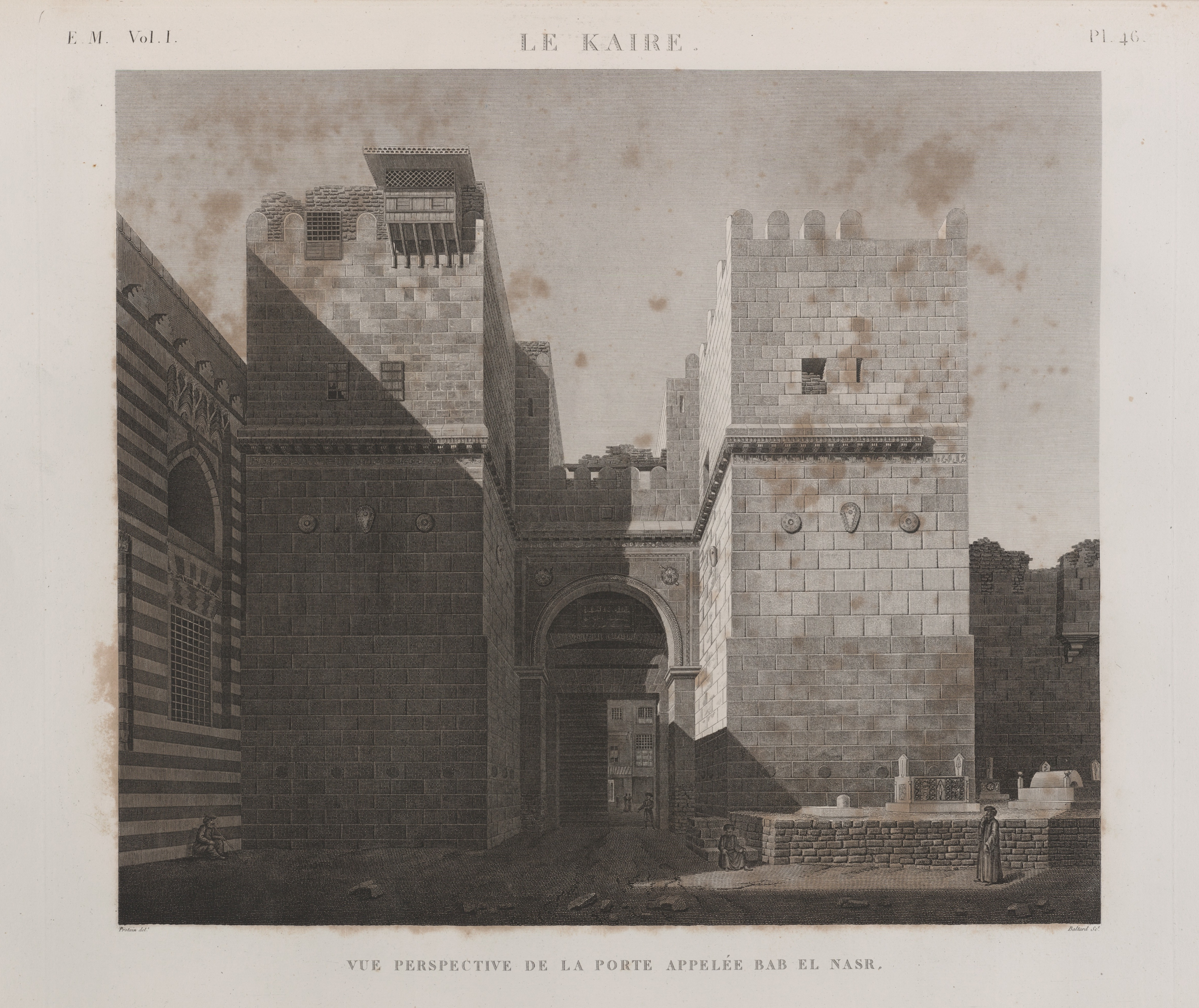
Illustration of de la porte dans "Description de l'Égypte", vers 1800
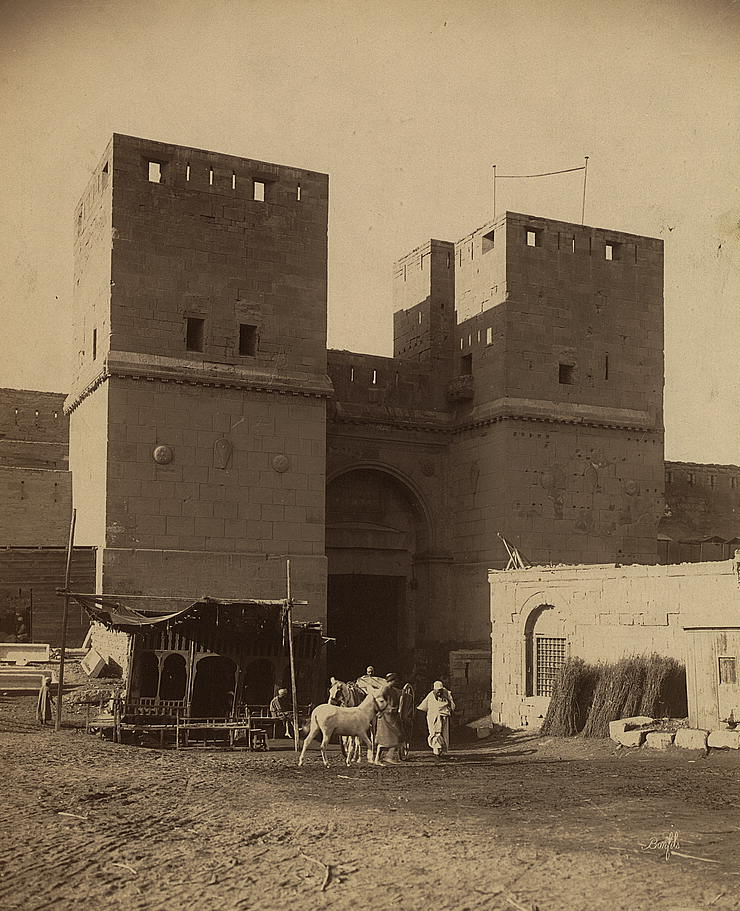
Photographie de ma porte en 1867
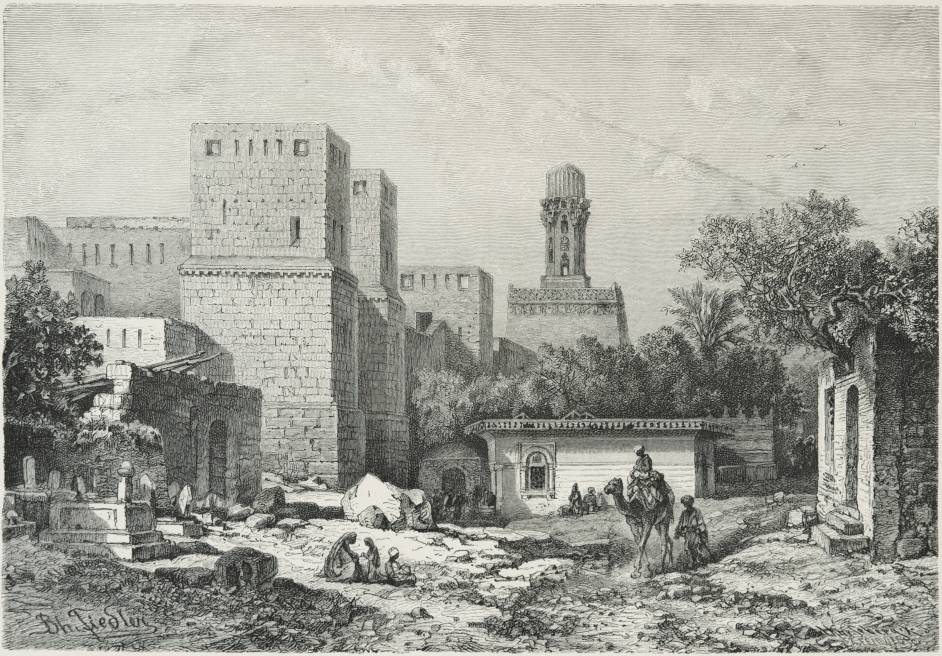
Desside la porte et de ses environs en1878.

## Conception
Il s'agit d'une porte fortifiée massive avec des tours rectangulaires en pierre, flanquant l'arc en plein cintre du portail oriental. La porte et le mur d’enceinte ont été soigneusement conçus pour la défense. Les fentes (meurtrières) pour flèches permettaient aux défenseurs de tirer des projectiles sur les ennemis en contrebas et les tours en saillie permettaient également de lancer des tirs de flanc.

Views of the gate
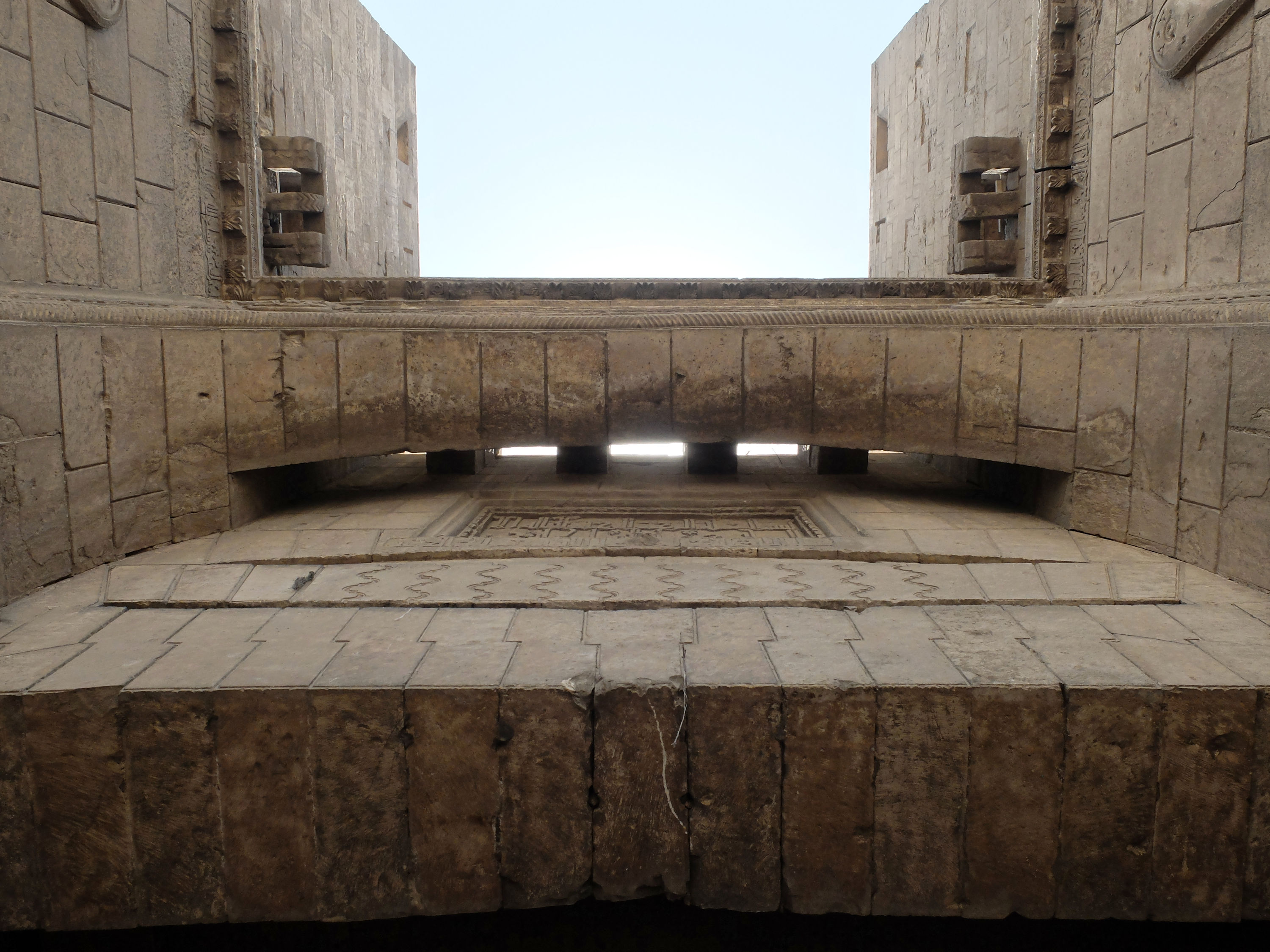
Vue en contreplongée de l'arche de la porte
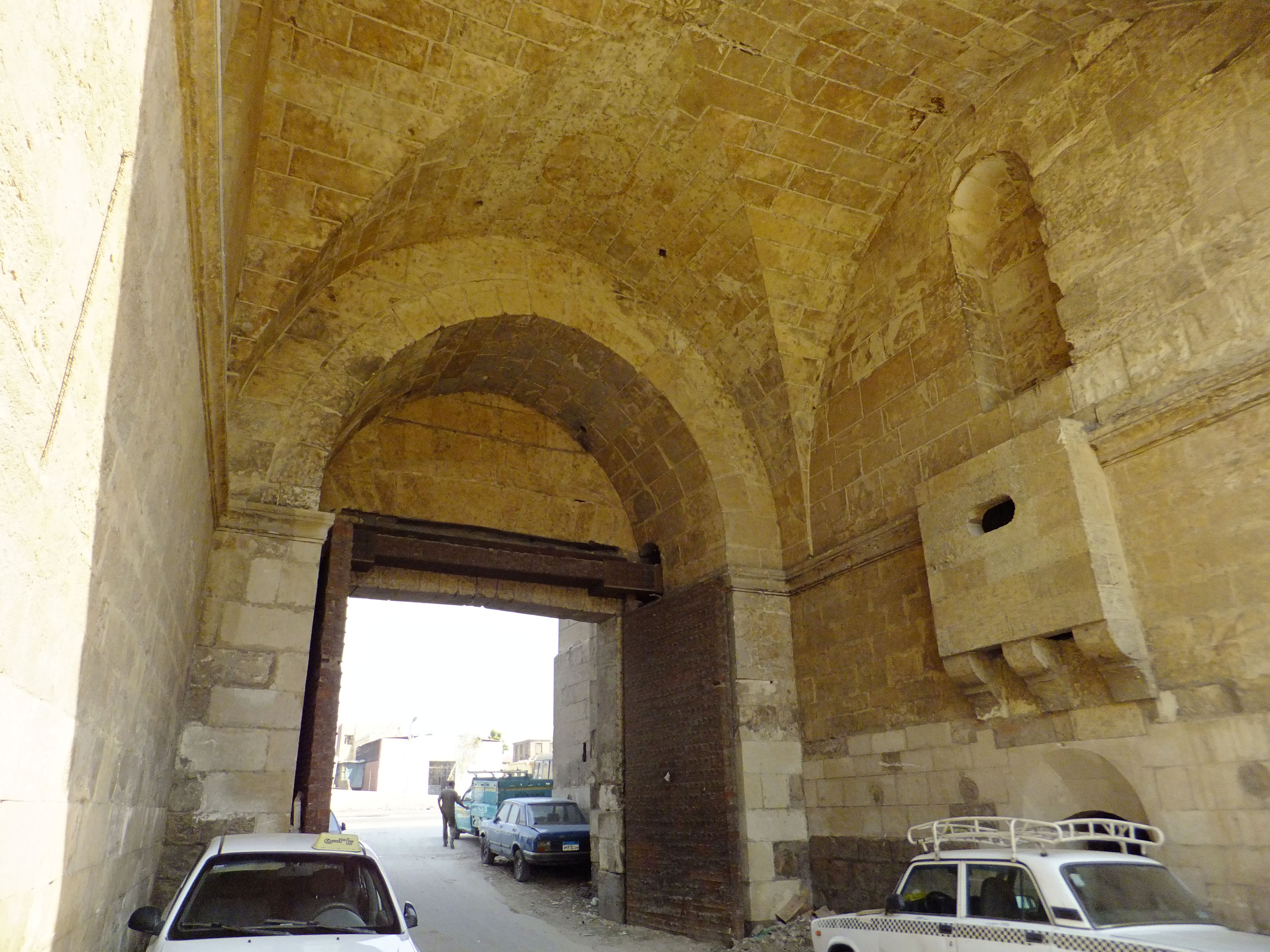
Passage à l'intérieur de la porte
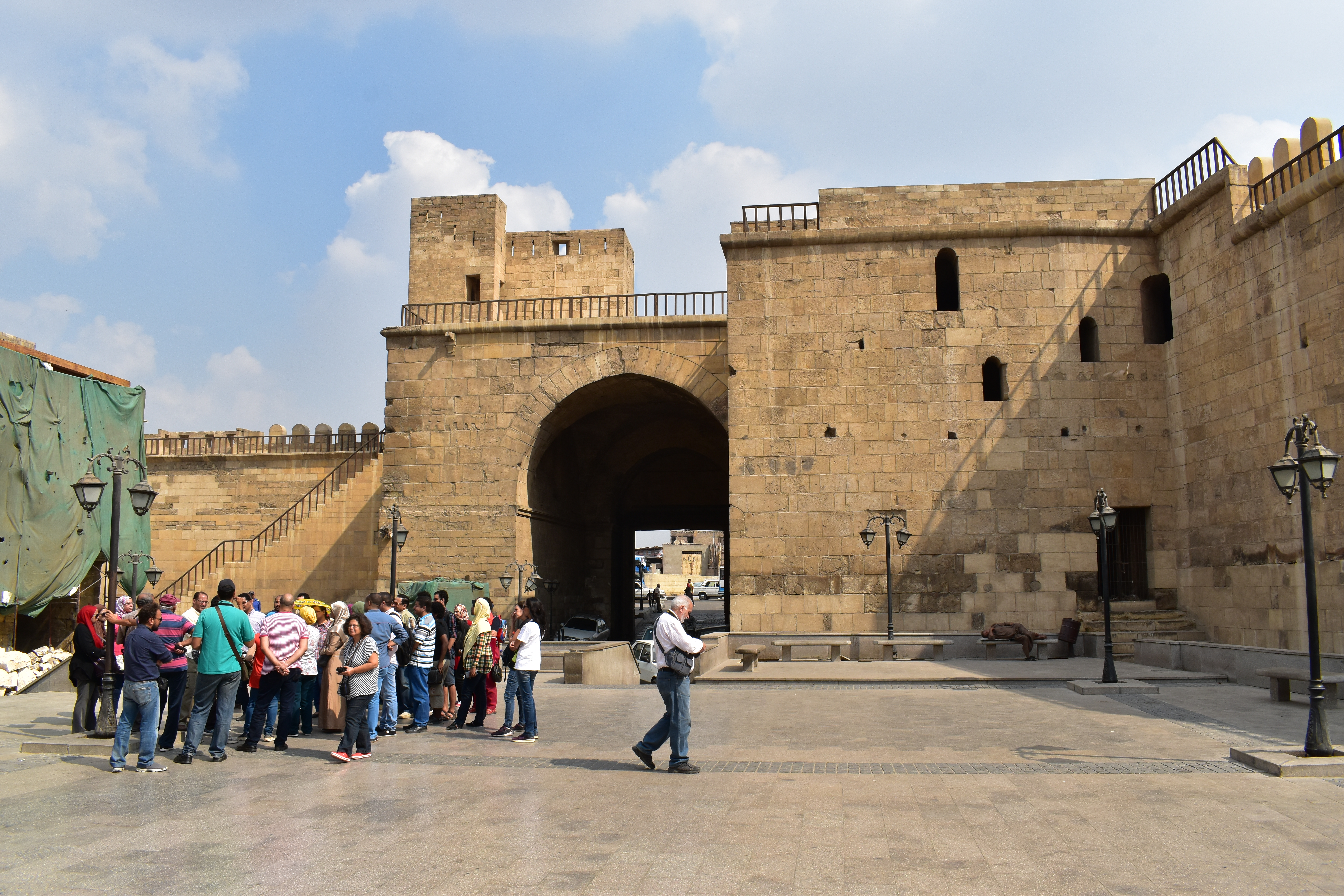
Vue du côté sud de la porte, à l'intérieur des murs d'enceinte.

À l'intérieur des murs et des tours se trouvaient des salles de garde et des quartiers d'habitation, reliés par des passages voûtés. Les plafonds voûtés en pierre à l'intérieur du portail étaient d'une conception innovante, en particulier les voûtes hélicoïdales des escaliers, qui sont les plus anciennes du genre dans ce contexte architectural.
Un élément décoratif important sont les boucliers sur les flancs et les façades des tours en saillie, qui symbolisent la réussite de la protection de la ville contre les envahisseurs. Une longue inscription arabe horizontale qui traverse la façade de la porte, au-dessus des motifs du bouclier, nomme Badr al-Jamali et son calife, al-Mustansir, et donne également la date de construction. La majeure partie de l’inscription fait l’éloge de Badr al-Jamali en particulier. L'inscription complète, traduite de l'arabe, se lit comme suit :

« Au nom de Dieu... par la puissance d'Allah, le Puissant et le Fort, l'Islam est protégé, des forteresses et des murs s'élèvent. Cette Porte du Pouvoir (Bab al-'Izz) et le mur protégeant la ville d'al-Mu'izz, au Caire, gardés – que Dieu la protège – ont été élevés par l'esclave de notre souverain et maître, l'Imam al-Mustansir Billah Amir al-Mu'minin – que les bénédictions de Dieu soient sur lui, ses ancêtres les imams sans tache et ses nobles descendants. 
Le seigneur le plus noble, le commandant en chef, l'épée de l'Islam, le défenseur de l'imam, le gardien des juges des musulmans et celui qui guide les missionnaires des croyants, Abu'l-Najm Badr al -Mustansiri, que Dieu soutienne la vraie religion à travers lui et accorde la jouissance à l'émir al-Mu'minin en prolongeant sa vie [de Badr], et fasse perdurer son pouvoir et élève sa parole, [car] c'est par l'excellente administration de qui Dieu a fortifié l'État et [ses] sujets dont la droiture a embrassé [à la fois] l'élite et la population, recherchant la récompense de Dieu et son approbation et demandant sa générosité et sa bienfaisance, ainsi que la sauvegarde du trône du califat, et priant Dieu de l'entourer de ses faveurs. Ce travail a commencé à Muharram de l'année 480 [avril-mai 1087]. »

Un panneau d'inscription rectangulaire au-dessus de l'arc de la porte contient une version chiite de la Shahada, revendiquant la croyance fatimide en Mahomet comme prophète et Ali comme imam. L'inscription complète se lit comme suit :

« Au nom de Dieu... il n'y a d'autre Dieu qu'Allah, Il n'a pas d'associé [et] Muhammad le messager de Dieu, Ali le compagnon de Dieu. 
Que Dieu soit satisfait d'eux et de tous les imams qui sont leurs descendants. »

## Voir également
- Bab al-Futuh
- Bab Zuweila
- Portes du Caire
- Jafar nous Sadiq Bibliographie
- Liste des monuments historiques du Caire